# كريستي فانجيلي
كريستي فانجيلي (بالألبانية: Kristi Vangjeli‏) (5 سبتمبر 1985 بكورتشي في ألبانيا - ) هو لاعب كرة قدم ألباني في مركز الظهير. شارك مع منتخب ألبانيا تحت 21 سنة لكرة القدم ومنتخب ألبانيا لكرة القدم. أما مع النوادي، فقد لعب مع أريس تسالونيكي وتشورنومورتس أوديسا ونادي سكندربيو كورتشه.

## وصلات خارجية
- كريستي فانجيلي على موقع الاتحاد الدولي (مؤرشف)  (الإنجليزية)
- كريستي فانجيلي على موقع الاتحاد الأوربي (الإنجليزية)
- كريستي فانجيلي على موقع اتحاد أوكرانيا (الإنجليزية)
- كريستي فانجيلي على موقع قاعدة بيانات كرة القدم.إي يو (الإنجليزية)
- كريستي فانجيلي على موقع ناشيونال فوتبول تيمز (الإنجليزية)
- كريستي فانجيلي على موقع Soccerway.com (الإنجليزية)
- كريستي فانجيلي على موقع عالم كرة القدم.نت (الإنجليزية)